# Xing (socialt nätverk)
Xing är en webbtjänst där man kan sköta sitt privata och professionella nätverk. Xing grundades 2003 som OpenBC och uppgavs 2009 ha mer än sju miljoner registrerade användare. Det finns på olika språk: svenska, engelska, franska, tyska, spanska, italienska, portugisiska, holländska, finska, kinesiska, japanska, koreanska, ryska, polska, ungerska och turkiska.